# Zajednička bočna arterija
Zajednička bočna arterija (lat. arteria iliaca communis) je parna krvna žila koja se nastavlja na trbušnu aortu, na mjestu gdje se aorta dijeli na dvije žile. Zajednička bočna arterija duga je oko 4 cm i prestaje kada se podijeli na vanjsku bočnu arteriju (lat. arteria iliaca externa) i nutarnju bočnu arteriju (lat. arteria iliaca interna).
Zajednička bočna arterija ne daje ogranke.